# Kärnkraft inom Europeiska unionen

Kärnkraftverk i Frankrike

Kärnkraft inom Europeiska unionen uppgick 2019 till 26,4 procent av elproduktionen inom Europeiska unionen. Kärnkraften omfattas av Europeiska atomenergigemenskapens (Euratom) bestämmelser. Euratom är formellt en egen organisation, fristående från EU, men styrs av EU:s institutioner och har samma medlemsstater som EU.
Kärnkraft är en kontroversiell fråga i EU och Euratom. Några medlemsstater, framför allt Österrike, är starka motståndare till kärnkraft, medan andra medlemsstater, som Finland och Frankrike, är starkt beroende av kärnkraft och fortsätter bygga nya kärnkraftverk. Av denna anledning har inte heller några stora reformer av Euratom, såsom en integrering av samarbetet inom EU:s ramar, skett de senaste decennierna.

## Kärnkraft i medlemsstater
Tolv av EU:s medlemsstater producerar el med kärnkraft: Belgien, Bulgarien, Finland, Frankrike, Nederländerna, Rumänien, Slovakien, Slovenien, Spanien, Sverige, Tjeckien och Ungern.
Europas elnät är ihopkopplat, vilket leder till mycket stor export/import av el över ländernas geografiska gränser. T.ex. importerar Tyskland kärnkraftsel från Frankrike.

## Framtidsplaner
I december 2021 bygger eller planerar sju EU-länder (Bulgarien, Finland, Frankrike, Rumänien, Slovakien, Tjeckien, Ungern) för nya kärnkraftsreaktorer.